# میمون شب سرسیاه
میمون شب سرسیاه (نام علمی: Aotus nigriceps) نام یک گونه از سرده میمون‌های شب است.